# بكالوريوس

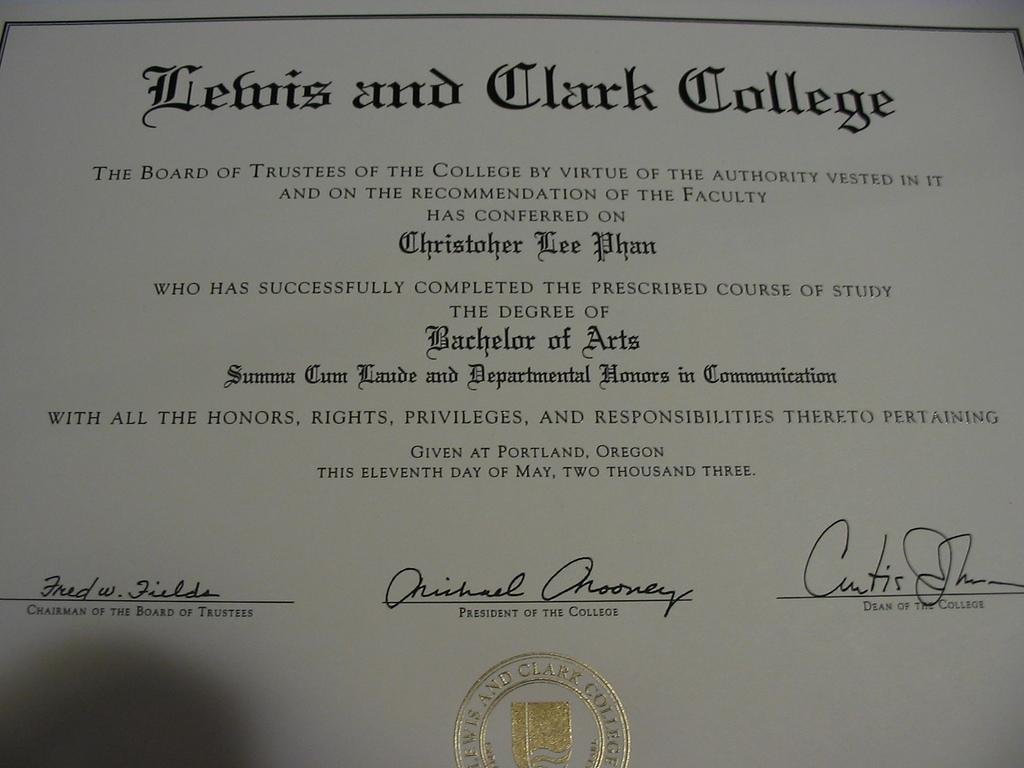
نموذج لشهادة بكالوريوس

درجة البكالوريوس (باللاتينية: Baccalaureus) وتسمى في أغلب الأنظمة التعليمية العربية الإجازة أو الشهادة هي الدرجة الجامعية الأولى التي تمنح في أي تخصص على أن يمضي الدارس في الجامعة مدة لا تقل عن أربع سنوات أو عدد محدد من الساعات الدراسية بنجاح. كما تمنح في الجامعات في بعض البلاد وضمن شروط خاصة بعد ثلاثة أعوام، وفي بعض البلدان الأخرى بعد خمسة أو ستة أعوام تبعاً للتخصص. وفي بعض الدول مثل الولايات المتحدة تمنح البكالوريوس لبعض التخصصات بعد أن يكون الدارس قد حصل على شهادة بكالوريوس في تخصص آخر، مثل القانون المدني، والطب، والموسيقى، والفلسفة، والتكنولوجيا.
درجتا البكالوريوس الأكثر انتشارًا هما بكالوريوس الآداب وبكالوريوس العلوم. في بعض من المؤسسات والأنظمة التعليمية، لا يمكن الحصول على درجة البكالوريوس في مجالات محددة إلا بعد إتمام دراسات عليا أو دراسات بعد المرحلة الجامعية الأولى. يكون إتمام درجة البكالوريوس شرطًا أساسيًا لدخول البرامج التالية مثل الماجستير أو الدكتوراه.
في الدول التي تعتمد أطرًا للمؤهلات العلمية، تُعد درجة البكالوريوس من المستويات الرئيسية في الإطار التعليمي (وتشكل أحيانًا مستويين، إذ تُعد درجات البكالوريوس مع مرتبة شرف منفصلة عن درجات البكالوريوس دون مرتبة شرف). وقد تحمل بعض درجات البكالوريوس مسميات أخرى توحي بمرتبة علمية أعلى (مثل بكالوريوس الطب والجراحة)، وقد تُصنف بعض المؤهلات التي تحمل مسميات أخرى غير البكالوريوس على أنها بكالوريوس (مثل الماجستير الاسكتلندي في الآداب وإجازة دكتور في الطب الكندية).
في النظام البريطاني والأنظمة التي تأثرت به، تُفرّق الدرجات الأكاديمية الجامعية بين درجات مع مرتبة شرف ودرجات دون مرتبة شرف (درجات النجاح أو الدرجات العادية أو الدرجات العامة). تتطلب درجة الشرف عمومًا معيارًا أكاديميًا أعلى من درجة النجاح، وفي بعض الأنظمة، تتطلب إتمام سنة دراسية إضافية بعد درجة البكالوريوس العادية. في بعض الدول، مثل أستراليا ونيوزيلندا وجنوب إفريقيا وكندا، توجد درجة «بكالوريوس مع مرتبة شرف» للدراسات العليا. يمكن أن تُعد هذه الدرجة درجة أكاديمية تالية بعد إكمال درجة البكالوريوس في المجال ذاته، أو جزء من برنامج شرف متكامل. تتطلب هذه البرامج عادةً إكمال مشروع أطروحة بحثية مدته عام كامل.

## الاختلافات

### إفريقيا
في معظم الدول الإفريقية، تتبع أنظمة الجامعات نموذج القوى المستعمِرة السابقة. على سبيل المثال، يشبه نظام الجامعات النيجيري النظام البريطاني، ويشبه نظام ساحل العاج النظام الفرنسي.

#### الجزائر
تُسمى شهادات البكالوريوس في الجامعات الجزائرية «ليسانس»، وهي كلمة فرنسية. تستمر الدراسة الجامعية عادةً ثلاث سنوات، وهي جزء من برنامج ل م د (ليسانس، ماجستير، دكتوراه)، الذي يسعى إلى إصلاح نظام التعليم العالي. يستطيع الطلاب الالتحاق ببرنامج بكالوريوس في مجالات دراسية مختلفة بعد الحصول على شهادة التعليم الثانوي (البكالوريا). تتطابق الشهادة الجامعية عادةً مع برامج الجامعات الفرنسية، وفقًا لبرنامج إصلاح التعليم العالي. تغطي برامج البكالوريوس معظم التخصصات في الجامعات الجزائرية، باستثناء بعض التخصصات، مثل الطب والعلوم الصيدلانية.

#### المغرب
في المغرب، تُسمى درجة البكالوريوس الإجازة (بالفرنسية: license). تستغرق الدراسة ثلاث سنوات، مقسمة إلى دورتين. تتألف الدورة الأولى من السنة الأولى، أو السنة التمهيدية. بعد إكمال السنتين الأوليين، يستطيع الطلاب متابعة التخصص النظري (الدراسات الأساسية) أو التخصص المهني (الدراسات المهنية). تستمر الدورة الثانية مدة سنة واحدة، يحصل الطلاب بعد إكمالها على ليسانس الدراسات الأساسية أو ليسانس مهني. بدأ تطبيق نظام الدرجات الأكاديمية هذا في سبتمبر 2003.

#### جنوب إفريقيا
في جنوب إفريقيا، تُعد درجة الشرف مؤهلًا إضافيًا يُعطى بعد إتمام دراسات عليا في مجال التخصص الجامعي ذاته، وتتطلب سنة دراسية أخرى على الأقل بالإضافة إلى تقرير بحثي.

#### تونس
في تونس، تُسمى درجة البكالوريوس الإجازة أو الليسانس، وتستغرق ثلاث سنوات لإكمالها وهي جزء من البرنامج التعليمي الإصلاحي ل م د (ليسانس، ماجستير، دكتوراه)، إذ يمكن للطلاب الالتحاق ببرامج درجة البكالوريوس في مجالات دراسية مختلفة بعد حصولهم على شهادة البكالوريا (اختبار التعليم الثانوي الوطني). عادةً ما تكون الدرجة مطابقة لبرامج الجامعات الفرنسية، مثلما يوضح برنامج ل م د. تقدم معظم الجامعات في تونس درجة البكالوريوس بعد 3 سنوات دراسية، باستثناء بعض المجالات، وهي الطب والصيدلة والهندسة والعمارة وبكالوريوس العلوم في إدارة الأعمال التي تقدمها كلية تونس للأعمال فقط ومدتها 4 سنوات.

### الأمريكتين
تمنح المنطقة عادة درجات الزمالة والبكالوريوس والماجستير والدكتوراه وما بعد الدكتوراه للطلاب الخريجين.

#### كندا
يُدار التعليم في كندا على نحو مستقل من قبل كل مقاطعة وإقليم. جرى اتفاق على إطار عمل مشترك للدرجات العلمية من قبل مجلس وزراء التعليم في كندا عام 2007. واعتمد هذا الإطار أوصافًا لدرجات البكالوريوس والماجستير والدكتوراه كانت متشابهة عمدًا مع تلك التي حددتها عملية بولونيا.
في هذا الإطار، تُحدد أربعة أشكال عامة لشهادة البكالوريوس: برامج عامة تقدم تعليمًا واسعًا وتجهز الخريجين لبرامج الدراسات العليا المهنية أو التوظيف عمومًا، وبرامج أكاديمية مُعمّقة في مجال محدد تجهز الخريجين للدراسات العليا في المجال أو التوظيف عمومًا، وبرامج تطبيقية تركز على إتقان الممارسة وتطبيق المعرفة، وبرامج مهنية، غالبًا (ولكن ليس حصريًا) تجهز الخريجين للعمل بصفة متخصصين في مجال محدد. تشمل هذه الفئة الأخيرة شهادات الدراسات العليا التي تمنح حاملها لقب دكتور، مثل دكتور في الطب، دكتور في القانون، دكتور في جراحة الأسنان. وعلى الرغم من لقب «دكتور»، تُعد هذه الشهادات شهادات بكالوريوس.
تستغرق درجة البكالوريوس ثلاث أو أربع سنوات، وتُمنح من قِبل الكليات والجامعات. في كثير من الجامعات. تُصنف درجات البكالوريوس إما إلى بكالوريوس (عادي) أو بكالوريوس مع مرتبة شرف. مصطلح «مع مرتبة شرف» هو تمييز أكاديمي، يُشير إلى حصول الطلاب على درجة البكالوريوس بمعدل تراكمي عام مرتفع، وقد تتطلب بعض البرامج مستوى تعليميًا أعلى للحصول على مرتبة الشرف. يُشار أحيانًا إلى درجات الشرف بالاختصار (Hons أو Hon).
كان يُنظر تاريخيًا إلى درجة البكالوريوس مع مرتبة شرف على أنها أعلى درجة جامعية. يتطلب البرنامج أربع سنوات دراسية على الأقل، مع التركيز الكبير على مناقشة أطروحة الشرف البحثية، والتي تُعد مساوية تقريبًا لأطروحة ماجستير رسمية. تضع الجامعات الدرجة الأكاديمية مع درجات الشرف على الشهادة.
في كيبيك، يجب على الطلاب دراسة سنتين على الأقل في الجامعة قبل الالتحاق ببعض البرامج، مثل بكالوريوس العلوم لمدة ثلاث سنوات أو بكالوريوس الهندسة لمدة أربع سنوات. ونتيجةً لذلك، لا تُمنح «شهادة شرف» في القانون (مع أن بعض الجامعات تُسوّق بعض برامجها على أنها بمثابة شهادات شرف في موادها التسويقية باللغة الإنجليزية). توجد بعض التخصصات التي تُسمى «مجالات تركيز» باللغة الفرنسية، تكون في الغالب مقررات اختيارية.
في مقاطعة أونتاريو، تُقدّم الجامعات شهادات بكالوريوس معظمها ذو طابع أكاديمي. في المقابل، يشترط تشريع أونتاريو أن تكون شهادات البكالوريوس التي تقدمها كليات أونتاريو تطبيقية تركز على الجانب المهني.

## روابط خارجية
- College.gov, US Department of Education
- "Education and Learning: Bachelor's Degrees: Qualifications Explained" UK Government site listing qualifications for bachelor's degrees in the UK
- "Meaning of the Baccalaureate", National Forum on College Level Learning (US) Statistical Pilot Study of the Baccalaureate (2004)